# Myssjö kyrka
Myssjö kyrka är församlingskyrka i Oviken-Myssjö församling i Härnösands stift. 

## Kyrkobyggnad
Kyrkan byggdes troligen på 1300-talet och restaurerades 1875-80 av en byggmästare Bergström från Östersund. Den byggdes på Matnäset i Storsjön, inte så långt från stranden, eftersom sjövägen ursprungligen var den naturligaste vägen att ta sig till kyrkan på.
Kyrkan har sakristian i öster och torn i väster. Tornet har en åttkantig spira.

### Interiör
Kyrkan har en predikstol, som har gjorts av Johan Edler d.ä. under åren 1783 - 87. Edler har även gjort altaruppsättningen under samma tid.

Interiören domineras idag av en rokokoinredning från 1700-talet. Altaruppsatsens målning föreställer Kristi nedtagande från korset. Den har målats av Johan Tirén. Predikstolens korg har en målning som föreställer Såningsmannen enligt Matteus 13:3-9.
Carl Hofverberg har 1755 utfört målningar på läktarbarriären samt på västväggen.
Kyrkan är idag vitkalkad, men har tidigare haft målningar. Det finns fragment av dylika från 1400-talets slut. Det rör sig om schablonmåleri av samma typ som i Ovikens gamla kyrka. I vapenhuset finns en gammal järnbeslagen innerdörr, eventuellt från medeltiden. 
Från medeltiden finns ett rökelsekar i brons.